# Rand Beers

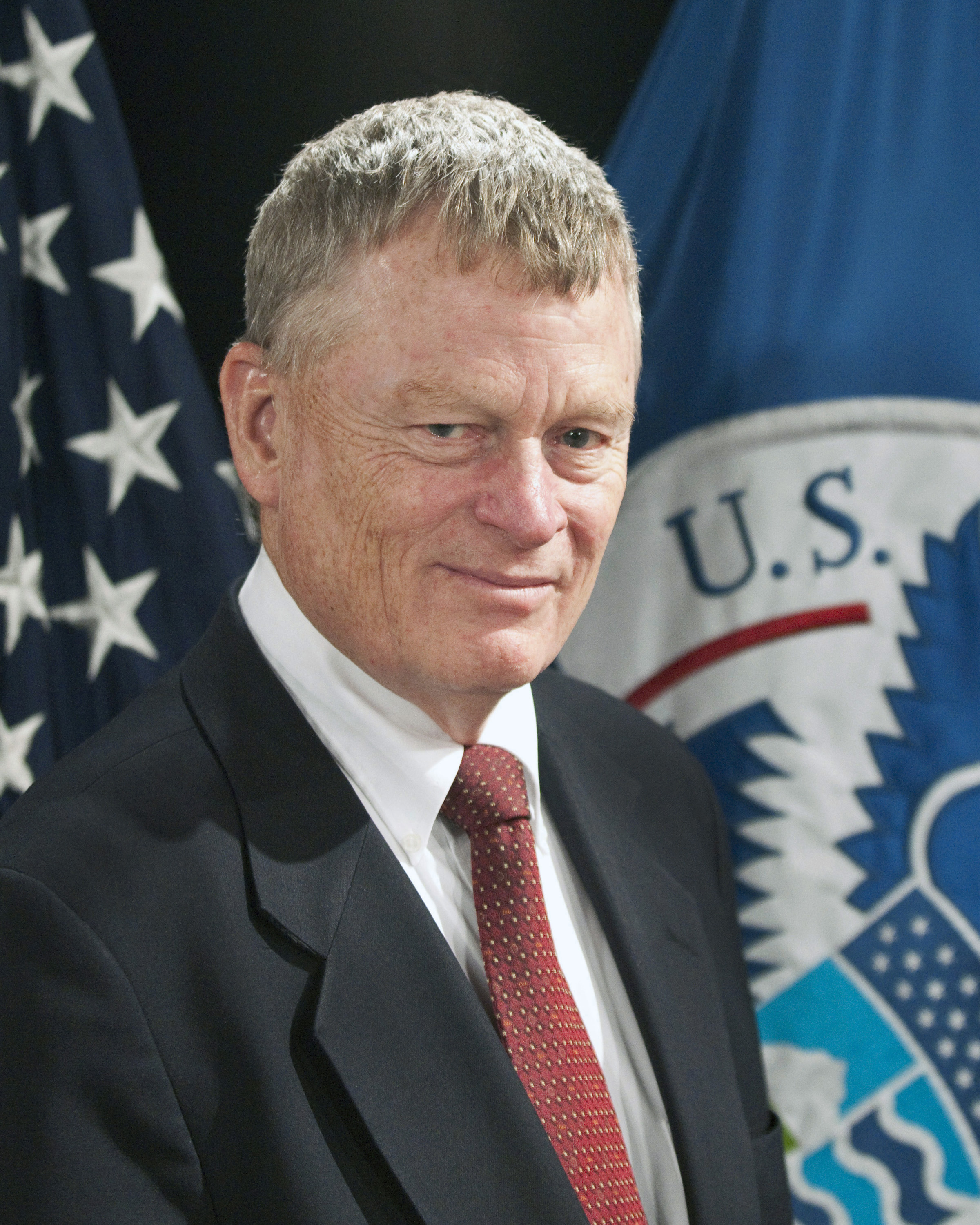
Rand Beers

Rand Beers (* 30. November 1942) ist ein US-amerikanischer Offizier, Beamter und Politiker.

## Werdegang
Rand Beers erwarb einen Bachelorabschluss am Dartmouth College und einen Masterabschluss an der University of Michigan.
Beers verfolgte eine Militärlaufbahn. Er diente als Offizier im United States Marine Corps. Von 1964 bis 1968 befehligte er eine Kompanie (rifle company) während des Vietnamkrieges.
Im Jahr 1971 trat er eine Anstellung im United States Foreign Service an und wechselte 1983 in den öffentlichen Dienst. Den Großteil seiner Laufbahn arbeitete er für das Außenministerium der Vereinigten Staaten, einschließlich von 1992 bis 1993 als Deputy Assistant Secretary of State for Regional Affairs im Bureau of Politico-Military Affairs (PM) mit dem Schwerpunkt Mittlerer Osten und Persischer Golf. Von 1998 bis 2002 bekleidete er den Posten als Assistant Secretary of State for International Narcotics and Law Enforcement Affairs.
Beers diente im United States National Security Council (NSC) unter vier Präsidenten der Vereinigten Staaten. Er war von 1988 bis 1992 Direktor für Terrorismusbekämpfung und Krieg gegen die Drogen, von 1993 bis 1995 Direktor für Friedensmissionen, von 1995 bis 1998 Special Assistant des Präsidenten Bill Clinton und Senior Director für Geheimdienstprogramme, und von 2002 bis 2003 Special Assistant des Präsidenten George W. Bush und Senior Director für Terrorismusbekämpfung. Im März 2003 trat er von seinem Posten bei der NSC zurück und im April 2003 aus dem Regierungsdienst.
Danach war er von 2003 bis 2004 als nationaler Sicherheitsberater beim Präsidentschaftswahlkampf von John Kerry tätig.
Vor der Administration von Barack Obama war Beers Präsident vom National Security Network, einem Netzwerk von Experten, die eine Diskussion über progressive nationale Sicherheitsideen rund um das Land zu fördern versucht. Außerdem ging er einer Tätigkeit als Lehrbeauftragter an der John F. Kennedy School of Government (HKS) nach – einer akademischen Einrichtung („school“) an der amerikanischen Harvard University.
Präsident Barack Obama nominierte Beers im Juni 2009 für den Posten als Under Secretary für National Protection and Programs Directorate (NPPD) im Ministerium für Innere Sicherheit der Vereinigten Staaten (DHS). Der Senat der Vereinigten Staaten bestätigt seine Nominierung. Beers bekleidete den Posten vier Jahre lang. Als Koordinator für Terrorismusbekämpfung beaufsichtigte er abteilungsspezifische operative und politische Tätigkeiten, um Bedrohungen für die US-amerikanische Sicherheit vor Terrorismus zu verhindern, darauf zu reagieren und zu mildern. Außerdem stand er seiner Vorgesetzten, Ministerin Janet Napolitano, als Berater zu Seite und stellte einen unschätzbaren Rat in einem breiten Spektrum von Heimatschutzfragen dar, von Terrorismusbekämpfung bis hin zu Internetsicherheit. Seine Anstrengungen führten zu einer Reduzierung der Risiken für physische-, Internet- und Kommunikationsinfrastruktur. Davor war er Co-Vorsitzender vom DHS Transition Team für die ins Amt kommende Administration von Obama.
Nach dem Rücktritt von Janet Napolitano von ihrem Posten als Ministerin für Innere Sicherheit der Vereinigten Staaten übernahm Beers die kommissarische Leitung des Ministeriums, um die Vakanz zu füllen. Er bekleidete den Posten vom 6. September 2013 bis zum 23. Dezember 2013. Davor fungierte er von Mai bis September 2013 als kommissarischer stellvertretender Minister für Innere Sicherheit der Vereinigten Staaten.
Beers diente dann im Weißen Haus als Deputy Assistant in Fragen der Inneren Sicherheit unter Präsident Obamas Beraterin Lisa Monaco.